# Caterina Davinio
Caterina Davinio, née Maria Caterina Invidia le 25 novembre 1957 à Foggia, Italie, est une romancière, poète et artiste multimédia italienne. Ses modes d'expression variés déclinent compositions verbales, sonores et visuelles : art vidéo, net.art, photographie numérique, poésie et art numérique, etc. Elle a été la créatrice de la poésie en ligne (Net-poetry) en Italie en 1998.

## Biographie
Pionnière de la poésie numérique dans les années 1990, dans le domaine expérimental parmi l'écriture, le visuel, et les nouveaux médias, Caterina Davinio travaille avec l'ordinateur, la vidéo, la photographie numérique, Internet. Auteur de romans, de poésie, d'essais et de poésie visuelle et sonore. Elle a créé également des travaux avec des techniques traditionnelles, comme la peinture. Son art a été présenté dans beaucoup de pays, et plusieurs fois à la Biennale de Venise,, où elle a exposé pour la première fois de la poésie générée par l'ordinateur en 1997, dans VeneziaPoesia, par Nanni Balestrini.

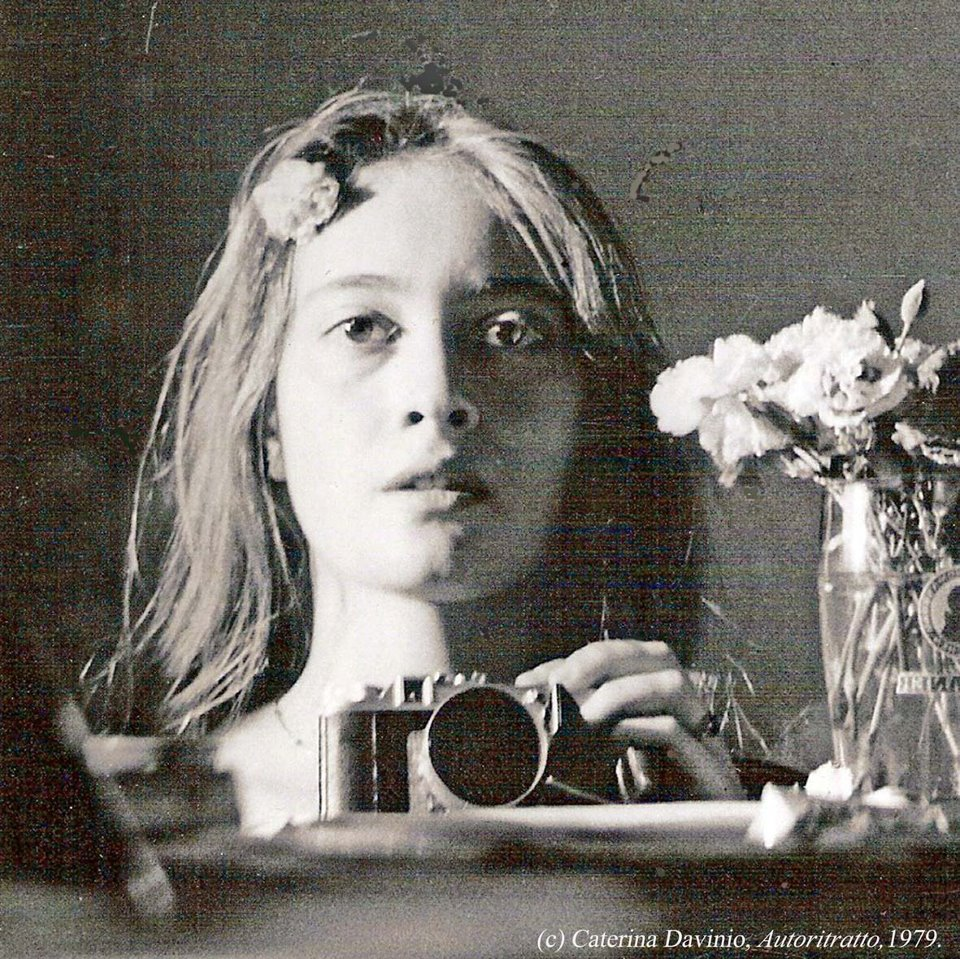
Caterina Davinio, Autoportrait, 1979.

Avec une série d'initiatives culturelles en Italie depuis 1992 elle a contribué à créer un pont entre la poésie expérimentale et le circuit de l'art vidéo et de l’art numérique. Nous rappelons: Electronìe d'art et autres écritures (1994), Oltre le arti elettroniche: la nuova sperimentazione (Au-delà de l'art électronique: la nouvelle expérimentation, musée Pecci, Prato, 1er avril 1995), Poevisioni elettroniche (1996 - 2000), Parole virtuali (Mots virtuels), en collaboration avec poètes visuels italiens et internationaux, comme Lamberto Pignotti, Eugenio Miccini, Julien Blaine, avec des artistes comme Luca Patella, Marco Nereo Rotelli, le "poétronic" Gianni Toti, Agricola De Cologne, Philadelpho Menezes, et d'autres.

## Son Œuvre
La Net-poésie a commencé en Italie en 1998 par le site web de Caterina Davinio Karenina.it. Dans Karenina.it la limite entre poésie, art, critique et information est annulée; poésie de la performance est dans ce cas-ci un mouvement de l'information dans le network: le site web le lieu virtuel où l'"action" est le "geste" de mettre en mouvement la communication télématique, avec des images, sons numériques, web ready made. Parmi les participants: Julien Blaine, Clemente Padin, Philadepho Menezes, Mirella Bentivoglio.

## La net.poésie à la Biennale de Venise 2001
La Net-poésie est pour la première fois dans la Biennale de Venise en 2001 (Directeur Harald Szeemann) - avec l’évènement en ligne "Action Parallèle - Bunker", réalisée par Davinio dans le contexte du "Bunker Poetico", installation par l'artiste Marco Nereo Rotelli. "Azione-Parellala" on line est coordonné et contemporain des vraies performances au Orsogrill delle Artiglierie à Venise. Avec cet évènement est créé un système complexe des relations entre poésie réelle et virtuelle. Cette création est une nouvelle structure d'œuvre de poésie, proche de l’happening, Fluxus, l'art postal, de l’art relationnel,.

## Œuvres de poésie en ligne
D'autres évènements de poésie / performance en ligne créés par Davinio sont basés sur l'évolution de cette structure, au-delà de la présence de l'interprète sur la scène: la performance devient une action de collaboration, décentralisée, multi-placée, avec le passage du réel au virtuel de l'Internet, et vice versa. Ils sont: 
- Global Poetry, pour UNESCO, mars 2002, Rhizome Net-Art database NYC, USA
- Copia dal vero (Paint from Nature), sur le sujet de l’attaque des Twin Towers, février 2002, Rhizome Net-Art database NYC, USA
- Gates (2003), hommage à Pierre Restany[11], publiée dans BlogWork – The ArtWork is the Network, projet en ligne de la cinquantième Biennale de Venise et ASAC. 150 artistes internationaux étaient engagés.
- En 2005 Davinio a réalisé Isola virtuale, site web qui est le miroir et partie virtuelle de Isola della Poesia, installation de l’artiste Marco Nereo Rotelli sur l'île de San Secondo à Venise (présentée par Achille Bonito Oliva). L’Ile de la Poésie et l’Ile Virtuelle sont une unique exposition collatérale dans le contexte de cinquante-et-unième Biennale. L’Ile virtuelle a engagé 500 poètes internationaux, parmi eux : Adonis, Lawrence Ferlinghetti, Alda Merini, Fernanda Pivano[12].
- En 2009 Caterina a réalisé in première mondiale The First Poetry Shuttle Landing on Second Life, installation virtuelle de poésie[13], et Network Poetico_Net-Poetry Reading in Web Cam, Île de San Servolo (Venise), et d'autres éventes virtuelles dans le contexte de 53. Biennale de Venise[14].

En la Biennale 2009 elle a participé aussi à la exhibition collatérale Détournement Venise 2009 à la Galerie ScalaMata de Venise.

## Œuvres numériques et art vidéo
- Nude that Falls Down the Stairs - Tribute to Marcel Duchamp, digital animation, in "Doc(k)s", paper and CD, 1999, Ajaccio, Francia, ISSN Doc(k)s 0396/3004, commission paritaire 52 841
- Caterina Davinio for Alan Bowman's Fried/Frozen Events 2003, digital video - performance. For a projec by Fluxus artist Alan Bowman. Published in "Doc(k)s", paper and CD, 2004, Ajaccio, F, ISSN Doc(k)s 0396/3004, commission paritaire 52 841
- Centomilamodi di... perdere la testa, animation numérique, 1992
- Dialogie al metroquadro, animations numériques, 1994-95
- Eventi metropolitani, animation numérique, 1995
- Videopoesie terminali, vidéo et ordinateur, 1996-97
- U.F.O.P., Unidentified Flying Poetry Objects, animations numériques, 1999
- Self-Portrait of the Artist as Time, animation numérique, 1999
- Fluxus trilogy, 3 vidéos, 2002
- Poem in red, vidéo numérique, 2005
- Milady smiles, vidéo numérique, 2007
- Nature obscure, vidéos numériques et photography, 2007
- Ma-mma, vidéo numérique, 2008
- Big Splash, vidéo numérique et installation, 2009
- Cracks in Memory, vidéo numérique, 2009
- Goa Radio Station from North Pole - Self-Portrait, vidéo numérique et photography, 2010; avec musique de Mirko Lalit Egger
- The First Poetry Space Shuttle Landing on Second Life, vidéo numérique, Second Life, 2010; avec musique de Mirko Lalit Egger
- Finally I Remember, vidéo numérique, 2010; avec musique de le groupe de rock The NUV

## Parmi ses publications
Romans
- Caterina Davinio, Còlor còlor, Campanotto Editore, Pasian di Prato, Udine, 1998.  (ISBN 88-456-0072-6)
- Caterina Davinio, Il sofà sui binari, note critique par Ivano Mugnaini, Puntoacapo Editrice, Novi Ligure, 2013.  (ISBN 978-88-6679-137-9)
- Caterina Davinio, Sensibìlia, préface par Giorgio Patrizi, Giuliano Ladolfi Editore, Borgomanero, 2015.  (ISBN 978-88-6644-226-4)
- Caterina Davinio, Il nulla ha gli occhi azzurri, note critique par Francesco Muzzioli, Effigie, Pavia, 2017.  (ISBN 978-88-9764-885-7)

Livres de poésie
- Caterina Davinio, Fenomenologie seriali / Serial Phenomenologies, poésie, texte italien-anglais; postface par Francesco Muzzioli; note critique par David W. Seaman; Campanotto Editore, Pasian di Prato - UD 2010.  (ISBN 978-88-456-1188-9)
- Caterina Davinio, Il libro dell'oppio (1975 - 1990), poésie; postface par Mauro Ferrari; Puntoacapo Editrice, Novi Ligure 2012.  (ISBN 978-88-6679-110-2) Finaliste au XXV Premio Camaiore
- Caterina Davinio, Aspettando la fine del mondo / Waiting for the End of the World, poésie, texte italien-anglais; postface par Erminia Passannanti; note critique par David W. Seaman; Fermenti, Rome 2012.  (ISBN 978-88-97171-30-0) Prix Astrolabe pour l'originalité du texte 2013.
- Caterina Davinio, Fatti deprecabili. Poesie e performance dal 1971 al 1996, préface par Dante Maffia, postface par Ivano Mugnaini, ArteMuse, Serrungarina (PU), 2015.  (ISBN 978-88-6984-038-8) Premio Tredici, Roma 2014 [16], Mention dans le Prix Littéraire International Mario Luzi XI EDIZIONE – 2015/2016 [17].
- Caterina Davinio, Alieni in safari - Aliens on Safari, texte italien-anglais, poésie et photographie; traduction par Caterina Davinio et David W. Seaman; note critique par Francesco Muzzioli, Robin, Collection: Robin&Sons, Rome 2016.  (ISBN 978-88-6740-801-6)
- Caterina Davinio, Rumors & Motors. Concetti di poesia - Concepts of Poetry, poésie numérique, illustré, couleur, avec critiques par: Jorge Luiz Antonio, Francesco Muzzioli, Lamberto Pignotti, texte italien-anglais et partiellement en portugais, Campanotto, Pasian di Prato (UD) 2016.  (ISBN 978-88-456-1525-2)

Essais et plus
- Caterina Davinio, Tecno-Poesia e realtà virtuali'' / Techno-Poetry and Virtual Realities, essai (texte italien-anglais). Préface par Eugenio Miccini, Sometti. Collana: Archivio della Poesia del 900, Comune di Mantova (I) 2002,  (ISBN 88-88091-85-8)
- Caterina Davinio, Virtual Mercury House. Planetary & Interplanetary Events, livre avec dvd, texte italien-anglais; Polìmata, Rome 2012.  (ISBN 978-88-96760-26-0) (sur la net-poetry)
- Caterina Davinio, Big Splash Network Poetico, anthologie internationale du projet, Fermenti Publisher, Rome 2015  (ISBN 978-88-97171-59-1)
- Caterina Davinio, Davinio, peinture, Roma, Parametro, 1990.
- Caterina Davinio, "Serial Phenomenologies", poésie, in Generatorpress12, 2002, Cleveland (OH) USA, John Byrum Editor. "Generatorpress12", on line review evolving from November 2002 through April 2004. In June, 2004, a CD version of Generator 12 included Portrait of the Artist as Time (1999). This CD is funded through a grant from the Ohio Arts Council.
- Caterina Davinio, “Fenomenologie seriali”, poésie, in: "Tellus" 24-25, Scritture Celesti (I), éd. Labos, 2003.  (ISSN 1124-1276)
- En: "Tellus 26" Vite con ribellioni rinomate e sconosciute, Labos, (I) novembre 2004.  (ISSN 1124-1276).
- Caterina Davinio, "Performance in evoluzione. Dalla centralità del corpo alla realtà virtuale", en "Paese Sera" (I), 14 juillet 1992.
- Caterina Davinio, "Scritture/Realtà virtuali", en AAVV, Scritture/Realtà, essai, Milan 2002. Aussi en: "Karenina.it" (en ligne); "Doc(k)s" (en ligne et en CD ROM).
- Caterina Davinio, "La poesia video-visiva tra arte elettronica e avanguardia letteraria", essai, en "Doc(K)s" (F), 1999. ISSN Doc(k)s 0396/3004, commission paritaire 52 841.
- Caterina Davinio, "Net-Performance: Processes and Visible Form", en "Doc(k)s", 2004, Ajaccio, F. ISSN Doc(k)s 0396/3004, commission paritaire 52 841.

## Expositions
Caterina Davinio a participé à plus de trois cents expositions internationales : Biennale de Lyon, Biennale de Venise et Eventi Collaterali (sept éditions depuis 1997, où elle a aussi travaillé comme curateur,,,,, ), Athens Biennial, Poliphonyx (Barcelone et Paris), ParmaPoesia, VeneziaPoesia (dirigée par Nanni Balestrini), RomaPoesia, Biennale des arts électroniques, du cinéma et de la tv de Rome (par Marco Maria Gazzano), Le tribù dell’arte (Tribù del video e della performance), directeur: Achille Bonito Oliva, Rome, Galleria Comunale d'Arte Moderna e Contemporanea, Artmedia VII (université de Salerne), organisée par Mario Costa, New Media Art Biennial, Mérida (Mexique), E-Poetry Festival (université SUNY Buffalo, New York, et Université de Barcelone), Artist's Biennial, Hong Kong.

## Vie personnelle et curiosités
Étudiant à la Faculté des Humanités, université La Sapienza de Rome, en 1977, elle a participé au Mouvement de 1977 et à l'occupation de la faculté.
Davinio a connu une jeune vie mouvementée marquée par la drogue, la dépendance à l'héroïne et l'abus d'alcool et psychotropes; cette expérience est apparente dans plusieurs de ses œuvres littéraires, et en particulier dans Il libro dell'oppio 1975 - 1990 (Le livre de l'opium 1975 - 1990).
En 1980, elle a épousé l'entrepreneur turque Levent Muharrem Sergün à Rome, et se installe à Munich et Istanbul; en 1982 leur fils Leonardo est né à Rome. Après le divorce en 1984, Caterina a épousé Claudio Preziosi à Rome en 1986, donnant naissance, dans la même année, à son fils Riccardo Amedeo.
Amant de voyages, Davinio a dédié à l'Inde, à l'Afrique, et de nombreux autres lieux, œuvres de poésie et photographie.
Elle a neuf tatouages effectués dans ses voyages, dont trois sak yant, tatouages traditionnels de l'Asie du Sud-Est, faits au Cambodge.
1. ↑  AAVV, Davinio, Roma, Parametro, 1990.
2. ↑  Oreste At The 48th Venice Biennale, Ed Charta, Milano 1999. Catalogue of Oreste Project at the Venice Biennale 1999, Italian Pavilion.  (ISBN 88-8158-279-1)
3. ↑  49ma Esposizione internazionale d'arte Platea dell'umanità La Biennale di Venezia, Electa 2001. Project: "Bunker Poetico", by Marco Nereo Rotelli.
4. ↑  La Biennale di Venezia, 51ma esposizione internazionale d'arte, Partecipazioni nazionali - Eventi nell'ambito, catalogo Marsilio,  (ISBN 88-317-8800-0). Project: Isola della Poesia, by Marco Nereo Rotelli, Achille Bonito Oliva curator.
5. ↑  Bye Bye Movie, en Veneziapoesia 97, 47ma Biennale di Venezia, dirigée par Nanni Balestrini, Venezia, Edimedia, 1997.
6. ↑  Caterina Davinio, Tecno-Poesia e realtà virtuali (tr. Techno-Poetry and Virtual Reality, essai (Italian / English). Préface par Eugenio Miccini; Collana: Archivio della Poesia del 900, Comune di Mantova, Sometti (I) 2002, p. 239 - 250.
7. ↑  UBC Digital Visions Festival
8. ↑  En "D'Ars", rivista diretta da Pierre Restany, anno 43, n. 175-176, Dic. 2003, Milan, p. 89-98  (ISSN 0011-6726)
9. ↑  Caterina Davinio, Tecno-Poesia e realtà virtuali / Techno-Poetry and Virtual Reality, essai (Italian / English). Préface par Eugenio Miccini, Sometti. Collana: Archivio della Poesia del 900, Comune di Mantova, Sometti (I) 2002, p. 253
10. ↑  En "D'Ars", rivista diretta da Pierre Restany, anno 43, n. 175-176, Dic. 2003, Milano, ibid
11. ↑  « GATES - Artists », sur alice.it (consulté le 22 mai 2023).
12. ↑   Isola Virtuale
13. ↑  http://www.teknemedia.net/pagine-gialle/artisti/caterina_davinio/dettaglio-mostra/38741.html
14. ↑   Network Poetico_Net Poetry Reading in Web Cam.
15. ↑   Markers.
16. ↑  « Premio tredici 2014 centro poesia roma », sur ghaleb.it (consulté le 22 mai 2023).
17. ↑  « Premio Mario Luzi, Concorso di Poesia, Premio Poesia, Concorsi di Poesie », sur marioluzi.it (consulté le 22 mai 2023).
18. ↑  Tecno-Poesia e realtà virtuali, essay,  (ISBN 88-88091-85-8) pp. 244-247, 251-254.
19. ↑  AAVV, VeneziaPoesia 97, catalogue of the exhibition, Edimedia, Venezia 1997.
20. ↑  Oreste At The 48th Venice Biennale, éd. Charta, Milan 1999. Catalogue of Oreste Project at the Venice Biennale 1999, Italian Pavilion.  (ISBN 88-8158-279-1)
21. ↑  49ª Esposizione internazionale d'arte Platea dell'umanità La Biennale di Venezia, Electa 2001. Project: "Bunker Poetico", by Marco Nereo Rotelli.
22. ↑  La Biennale di Venezia, 51ª esposizione internazionale d'arte, Partecipazioni nazionali - Eventi nell'ambito, catalogo Marsilio,  (ISBN 88-317-8800-0). Project: Isola della Poesia, by Marco Nereo Rotelli, Achille Bonito Oliva curator.
23. ↑  53ª Esposizione Internazionale d'Arte La Biennale di Venezia Fare Mondi Partecipazioni Nazionali Eventi collaterali, p. 254  (ISBN 978-88-317-9803-7)  Project: Mercury House One_Save the Poetry curated by Mare Nostrum Foundation and Marco N. Rotelli.
24. ↑  Athen Biennial Artwaveradio « https://web.archive.org/web/20090106191042/http://www.artwaveradio.net/en/Playlists/2007/w0018_aug20-26.html »(Archive.org • Wikiwix • Archive.is • Google • Que faire ?), 6 janvier 2009 Accessed August 24, 2015
25. ↑  La Repubblica September 11, 2001 Accessed August 16, 2015
26. ↑  AAVV, Artmedia VII, a cura di Mario Costa, catalogue, Salerne, 1999.
27. ↑  E-Poetry 2011 Accessed August 16, 2016
28. ↑  caterina-davinio-il-libro-delloppio